# Ingrid Gretenkort-Singert
Ingrid Gretenkort-Singert (* 26. Oktober 1927 in Stolzenberg, Pommern; † 18. Juni 2015 in Laatzen) ist eine deutsche Malerin, Grafikerin und Autorin.

## Leben
Sie studierte an der Werkkunstschule in Flensburg, an der Muthesius-Werkkunstschule in Kiel und von 1947–1950 an der Akademie der Bildenden Künste Stuttgart, bei Erich Fuchs (1916–1990) und Willi Baumeister.
Sie begann erst nach der Geburt ihrer sechs Kinder den künstlerischen Werdegang zu intensivieren. Zwischen 1974 und 1987 war sie als Kunsterzieherin tätig. Viele Jahre lang beschäftigte die Künstlerin sich mit Lyrik nach japanischem Vorbild, Gedichten und Kurzprosa aus eigener Feder. 1982 erschienen ihre ersten Bücher. Es folgten weitere Publikationen, alle Bücher wurden von ihr malerisch oder grafisch gestaltet. Viele ihrer Malereien befinden sich in öffentlichem Besitz.
In Cuxhaven, wo sie zwischenzeitig lebte, stellte sie von 1969 bis 1980 ihr Kelleratelier auch anderen Künstlern für Ausstellungszwecke zur Verfügung.
Sie fertigte Assemblagen und Collagen aus verschiedenen Materialien (Stoff, Kordeln, Japanpapiert) und in der Malerei bevorzugte sie abstrakte, flächenhafte Kompositionen.
Gretenkort-Singert ist Mitglied des Hannoverschen Künstlervereins, der Deutschen Haiku Gesellschaft, der Federation of International Poetry Association, der Haiku International Association (Tokio), der Humboldt-Gesellschaft für Wissenschaft, Kunst und Bildung und der Gesellschaft für zeitgenössische Lyrik; darüber hinaus ist sie assoziiertes Mitglied der UNESCO.
Gretenkort-Singert lebte und arbeitete als Malerin und Schriftstellerin in Laatzen bei Hannover.

## Preise und Auszeichnungen
- 1. Grafik-Preis Baden-Baden, 1993

## Werke
- Fruehlingsahnen Doch, Gedichte, 1982

## Ausstellungen
- Flensburg, Städtisches Museum 1964;
- Flensburg, Städtisches Museum 1967;
- Neumünster, Textilmuseum 1967;
- Stuttgart, GEDOK-Galerie 1971;
- Goslar, Museum 1973;
- Kiel, Stiftung Pommern 1973;
- Regensburg, Ostdeutsche Galerie 1973;
- Regensburg, Ostdeutsche Galerie 1977;
- Goslar, Museum 1982.

## Herausgeberschaft
- Im schimmernden Mondlicht. Neuntes deutsches Hyakuin. 1989–1991.
- Zyklamenfeuer. Herbstkasen, Papenberg-Verlag Magdeburg, 2000, ISBN 3-934961-01-0
- Kirschkerne lutschen. Sommerkasen, Papenberg Verlag 2001, ISBN 3-934961-04-5
- Leer das Storchennest. Herbstkasen, Papenberg Verlag 2001, ISBN 3-934961-08-8
- Im Schneegeflüster. Winterkasen, IDEEDITION-Berlin, 2001, ISBN 3-00-007729-4
- Ist das eine Windsbraut. Hyakuin, Papenberg Verlag, 2003, ISBN 3-934961-20-7
- Zaunkönigs Balznest. Frühlingskasen, IDEEDITION-Berlin, 2004, ISBN 3-00-007740-5
- Wacholderaugen. Hyakuin, IDEEDITION-Berlin, 2004, ISBN 3-00-014047-6
- Prélude vierhändig. Tan-Renga, Selbstverlag, 2006
- Mittsommernacht. Sommerkasen, IDEEDITION-Berlin, 2007, ISBN 978-3-00-023219-0